# Asbest (Fernsehserie)
Asbest (Arbeitstitel: Der Trakt) ist eine deutsche Dramaserie, produziert von Pantaleon Films im Auftrag der ARD Degeto für die ARD Mediathek. Die erste Staffel wurde von Kida Khodr Ramadan inszeniert, der damit auch sein Regiedebüt im Serienformat feierte. Die Serie wurde am 20. Januar 2023 auf der ARD Mediathek veröffentlicht und um eine zweite Staffel verlängert. In der zweiten Staffel führten Olivia Retzer und Juri Sternburg Regie, der auch die Drehbücher schrieb.

## Produktion
Die Idee und die Stoffentwicklung für die fünfteilige Gangsterserie stammt von Katja Eichinger.
Die Miniserie ist Ramadans zweite Regiearbeit nach dem Spielfilm In Berlin wächst kein Orangenbaum von 2020, in dem er ebenfalls mit Juri Sternburg zusammengearbeitet hat. Asbest war ein herausragender Erfolg in der ARD-Mediathek und gilt bis heute als einer der größten Streaming-Hits des Senders.

## Handlung
Asbest steht ebenso für die Giftstoffe in den Mauern einer Berliner Vollzugsanstalt wie für die toxische Wirkung ihrer Spielregeln. Es ist ein Geflecht aus Clankriminalität, Revierkämpfen und Korruption. Der Deutschrapper Xidir, aka Alian Koder, gibt in seinem Filmdebüt einen 19-Jährigen, der behauptet, unschuldig zu sein – und dennoch zu neun Jahren Haft verurteilt wird. Verzweifelt versucht er, sich gegen das Abrutschen in die Kriminalität zu wehren.

## Staffel 1
Momo Kaval wird als Einziger für einen Raubüberfall verhaftet, an dem er gemeinsam mit seinen kriminellen Cousins beteiligt war. Sein Onkel Ámar, der zusammen mit Hassan den berüchtigten Kaval-Clan anführt, hat andere Pläne für den talentierten Fußballer – und diese beinhalten keine Profikarriere. Stattdessen soll Momo im Gefängnis für die Familie Drogen verticken. Doch nicht nur seine Verwandten wollen ihn für ihre Zwecke einspannen: Auch der clevere Zuhälter Henry und der scheinbar allmächtige Knast-Pate zeigen Interesse an dem „Neuen“. Während draußen seine Freundin Daniela weiter an ihn glaubt, muss sich Momo drinnen gegen Schläger, Erpressung und Loyalitätskonflikte behaupten. Wie lange wird er das durchhalten und ist das Fußballteam des Knastes mehr als eine Ablenkung?
Die Serie basiert auf den Memoiren von Gerhard Mewes, einem ehemaligen Sozialarbeiter, der 36 Jahre lang die Knastmannschaft der Hamburger Justizvollzugsanstalt Fuhlsbüttel trainierte. Die Figur des Momo ist inspiriert von einem ehemaligen Fußballprofi, der im Gefängnis mit Drogenhandel in Berührung kam und durch den Gefängnisfußball seinen Weg zur Resozialisierung fand.